# Cadillac Fleetwood
La Fleetwood è un'autovettura full-size di lusso prodotta dalla Cadillac dal 1985 al 1996 e, in serie limitata, dal 1998 al 1999.

## Il contesto

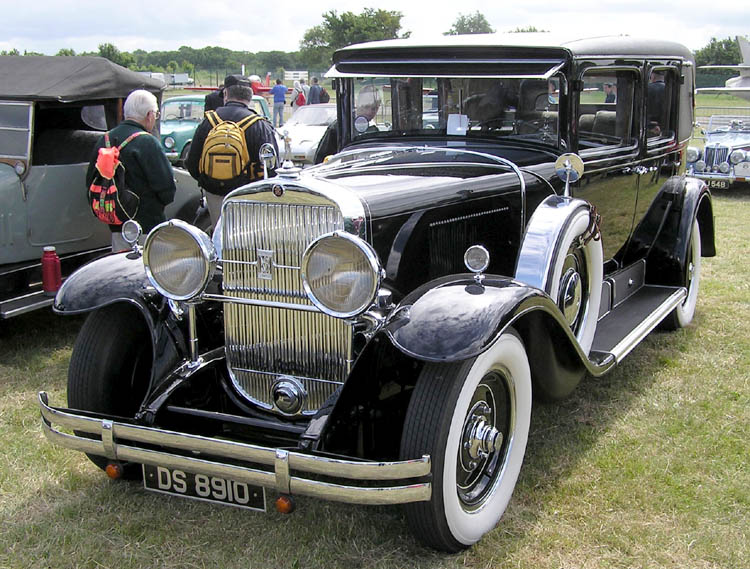
Una Cadillac V-8 serie 341-B Imperial del 1929, carrozzata da Fleetwood

Nel 1916 Lawrence Fisher iniziò a collaborare con la carrozzeria fondata nel 1908 da due dei suoi fratelli. Nello stesso anno l'azienda cambiò il nome in Fisher Body. Prima di tale anno, agli albori dell'attività della Cadillac, Lawrence Fisher fu il fratello della famiglia Fisher che era maggiormente coinvolto con la casa automobilistica di Detroit. Nel 1919 la Fisher Body fu venduta alla General Motors, e Lawrence Fisher fu uno degli artefici dell'operazione. Nel maggio del 1925, Alfred Sloan, allora al vertice della General Motors, designò Lawrence Fisher come direttore generale della Cadillac, incarico che mantenne fino al 1934. Lawrence Fisher iniziò immediatamente a lavorare per costruire carrozzerie che erano destinate alla gamma Cadillac. Nel settembre del 1925 diresse l'acquisto, da parte della Fisher Body, della Fleetwood Metal Body.
La Fleetwood Body Company di Fleetwood, in Pennsylvania, fu fondata da Harry Urich nel 1909. La cittadina originariamente era una piccola comunità di artigiani, che venne fondata da Henry Fleetwood. Quest'ultimo proveniva da Penwortham, vicino a Lancaster, in Inghilterra (la famiglia Fleetwood fiorì in Inghilterra nel XVII e nel XVIII secolo). La ricca tradizione di 300 anni nella costruzione di carrozze che la Fleetwood Body Company applicò al suo lavoro sulle auto, le assicurò un'ottima reputazione nell'ambiente automobilistico mondiale a partire dagli anni venti. All'epoca, la Fleetwood produceva carrozzerie di lusso per diverse case automobilistiche. Comunque, dopo che la Fisher Body acquistò la Fleetwood nel 1925, i corpi vettura fabbricati da quest'ultima vennero destinati solo per la Cadillac. Nel 1929 la General Motors acquistò le azioni della Fisher non ancora in suo possesso, diventando quindi l'unico proprietario della Fleetwood e della Fisher.
Dal 1927 al 1934 su tutte le Cadillac era disponibile come optional la carrozzeria realizzata da Fleetwood. Da allora in poi la Cadillac diventò più selettiva nell'offerta delle carrozzerie Fleetwood sulle proprie vetture, e dal 1938 l'unico modo per ottenerle era di acquistare una Serie 75, una 90, oppure una Sixty Special. Le scritte e gli emblemi identificativi Fleetwood comparvero per la prima volta sul bagagliaio della Sixty Special nel 1947. Dal 1952 essi apparvero anche sul bagagliaio della Serie 75. Nel 1957 la Cadillac Serie 70 Eldorado Brougham si aggiunse nella lista delle Cadillac che erano offerte anche con carrozzeria Fleetwood, sebbene sul modello citato non apparvero mai emblemi o scritte. Questo segnò l'inizio del connubio tra i nomi Fleetwood e Brougham. Ironicamente, solo quando la produzione della Eldorado Brougham fu trasferita nel 1959 dall'impianto di Detroit destinato alle Fleetwood, allo stabilimento Pininfarina di Torino, vennero acquistati cerchioni Fleetwood e modanature porta, presumibilmente perché i lavori progettazione e di finitura venivano svolti ancora dalla Fleetwood. La produzione dell'Eldorado Brougham cessò nel 1961, ma dal 1963 anche la Eldorado Biarritz ebbe installato le carrozzerie Fleetwood, ed immediatamente vennero applicati al modello gli stemmi e gli emblemi della Fleetwood, e le relative modanature. L'Eldorado Biarritz del 1963 fu la prima vettura cabriolet carrozzata Fleetwood, da quando si interruppe la commercializzazione della Cadillac Serie 75 due/quattro porte cabriolet e cessò l'assemblaggio della Cadillac Serie 90 nel 1941.
Nel 1965 l'Eldorado, la Sixty Special e la Serie 75 furono designate come delle sottoserie della Fleetwood, ma ciò sarebbe durato solo fino al modello del 1972, e fino a questo periodo non vi fu una serie Fleetwood separata. Il nome Fleetwood diventò parte integrante della gamma Cadillac nel 1977 con l'introduzione della Cadillac Fleetwood Brougham e della Cadillac Fleetwood Limousine, che sostituirono, rispettivamente, la Fleetwood Sixty Special Brougham e la Fleetwood 75. Nel 1985 la Fleetwood diventò un modello a sé stante.

## La prima serie: 1985–1992

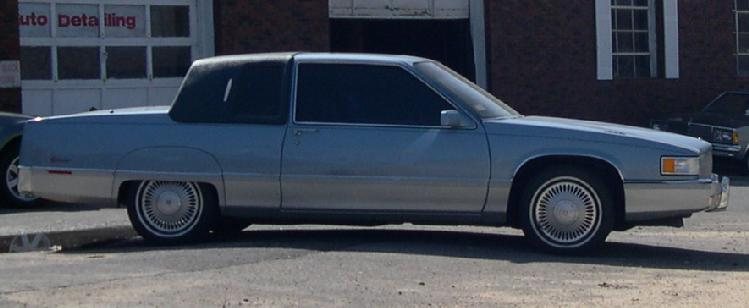
Cadillac Fleetwood coupé del 1990

Nel 1985 venne introdotto il nuovo pianale C a trazione anteriore della General Motors. Su di esso, tra l'altro, fu anche assemblata la Fleetwood, che ora era un modello a sé stante. La Fleetwood condivideva lo stesso pianale con la De Ville, la Buick Electra, e l'Oldsmobile 98. La Fleetwood Brougham invece continuò ad utilizzare un pianale a trazione posteriore (che fu riprogettato come pianale D nel 1985) fino al 1986.
Tra la Fleetwood e la De Ville erano presenti delle dissomiglianze che andavano al di là delle differenze negli interni. Tecnicamente, la Fleetwood del 1986 fu un pacchetto opzionale della De Ville e non una serie a parte. Nel 1987 la Fleetwood tornò ad essere un modello a sé stante, anche se venne denominata Fleetwood D'Elegance, situazione che perdurò anche nel 1988.
Nel 1988 il motore V8 Cadillac HT-4100 da 4,1 L di cilindrata venne sostituito dal V8 Cadillac HT-4500 da 4,5 L. Quest'ultimo fu rimpiazzato, nel 1991, dal V8 Cadillac HT-4900 da 4,9 L.
Dal 1989 la Fleetwood coupé mantenne in vecchio passo da 2.810 mm, mentre la berlina vide la misura citata incrementata a 2.891 mm. Il prezzo di attacco di 30.000 dollari fu molto conveniente rispetto alle vetture premium tedesche dell'epoca, ma per la rivista Car and Driver non vi era paragone, perché secondo quest'ultima la guida delle Cadillac era rigida, rozza e poco confortevole, un fatto sorprendente se si considera che la vettura aveva sospensioni talmente morbide e cedevoli da essere caratterizzata da un'accelerazione laterale massima di soli 0,67 G. Inoltre, il motore V8 da 155 CV di potenza e 4,5 L, permetteva alla vettura, che pesava 1.640 kg, di accelerare da 0 a 97 km/h in 10,9 secondi.
La potenza del motore da 4,5 L salì a 180 CV nel 1990 grazie all'uso di collettori di aspirazione a geometria variabile e ad altri cambi. Esso fu sostituito dal motore V8 Cadillac HT-4900 e 200 CV nel 1991.
Assemblata a Lake Orion, nel Michigan, questa serie di Fleetwood possedeva il motore montato anteriormente.
I cambio disponibili furono:
- 1985-1986 Turbo-Hydramatic THM440 T4 a quattro rapporti;
- 1987-1989 Turbo-Hydramatic 4T60 a quattro rapporti;
- 1990-1992 Turbo-Hydramatic 4T60E a quattro rapporti.

I motori offerti furono:
| Cilindrata                     | Potenza | Coppia  |
| ------------------------------ | ------- | ------- |
| 4,3 L Oldsmobile LS2 V6 Diesel | 85 CV   |         |
| 4,1 L Cadillac HT-4100 V8      | 135 CV  | 260 N•m |
| 4,5 L Cadillac HT-4500 V8      | 155 CV  |         |
| 4,5 L Cadillac HT-4500 V8      | 180 CV  |         |
| 4,9 L Cadillac HT-4900 V8      | 200 CV  | 373 N•m |

La Fleetwood abbandonò l'architettura a trazione anteriore nel 1993 con il lancio della nuova generazione. Il nome Fleetwood andò quindi ad indicare il nuovo modello che avrebbe sostituito la Brougham del 1992.

## La seconda serie: 1993–1996
Nel 1993 la Fleetwood fu spostata dal pianale C a trazione anteriore, che condivideva con la Sedan de Ville, al pianale D a trazione posteriore. Questa operazione di ritorno alla trazione posteriore da quella anteriore, fu tra le prime compiuta in America. Con una lunghezza complessiva di 5.720 mm, la Fleetwood fu la più lunga vettura prodotta negli Stati Uniti fino al 1996, anno in cui fu tolta dal mercato. Tutte le Fleetwood avevano montato di serie l'ABS, il controllo di trazione e gli airbag frontali.
Il pacchetto Brougham comprendeva il tettuccio in vinile e dei sedili specifici. Questi ultimi potevano memorizzare sei posizioni ed erano riscaldabili. Era anche presente un bracciolo per i sedili posteriori.
I motori disponibili furono due, entrambi V8 da 5,7 L di cilindrata e di derivazione Chevrolet. Il primo fu l’L05, mentre il secondo, disponibile dal 1994, fu l’LT1, che derivava da un propulsore installato sulla Corvette ed era accoppiato al cambio automatico 4L60E. Tra il 1993 ed il 1996, il telaio Fleetwood Commercial fu usato, in sostituzione della De Ville, come carro funebre e limousine. La De Ville fu utilizzata nuovamente per questi scopi dal 1997.
Il sistema di traino in grado di rimorchiare 3.200 kg fu disponibile dal 1993. Il pacchetto V4P includeva un sistema di raffreddamento potenziato (che consisteva in una ventola meccanica a sette pale ed a un radiatore ad alta capacità), delle sospensioni ed un cambio speciali, un sistema di raffreddamento per l'olio ed una corona del cambio da 8,5 pollici di diametro.
Assemblata ad Arlington, in Texas, questa serie di Fleetwood possedeva il motore anteriore.
I cambi disponibili furono:
- 1993: Turbo-Hydramatic 4L60 a quattro rapporti;
- 1994–1996: Turbo-Hydramatic 4L60E a quattro rapporti.

I motori offerti furono:
| Cilindrata            | Potenza | Coppia  |
| --------------------- | ------- | ------- |
| 5,7 L Cadillac L05 V8 | 185 CV  | 412 N•m |
| 5,7 L Cadillac LT1 V8 | 260 CV  | 450 N•m |

| Anno                       | Unità                      |
| 1993                       | 31.773                     |
| 1994                       | 27.473                     |
| 1995                       | 16.180                     |
| 1996                       | 15.109                     |
| Produzione totale = 90.535 | Produzione totale = 90.535 |
| -------------------------- | -------------------------- |

## La serie limitata: 1998-1999

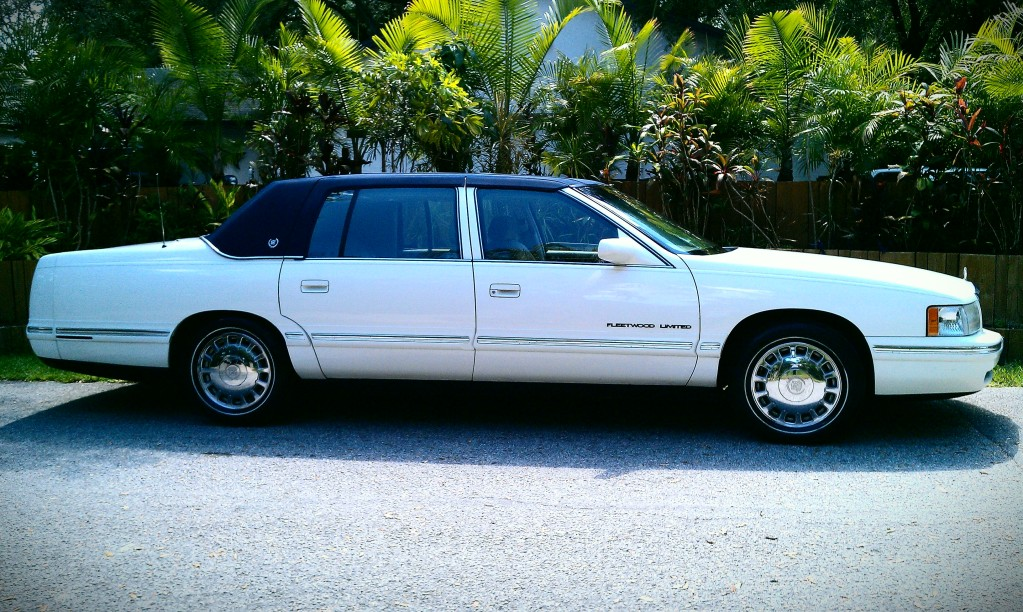
Una Fleetwood Limited del 1999.

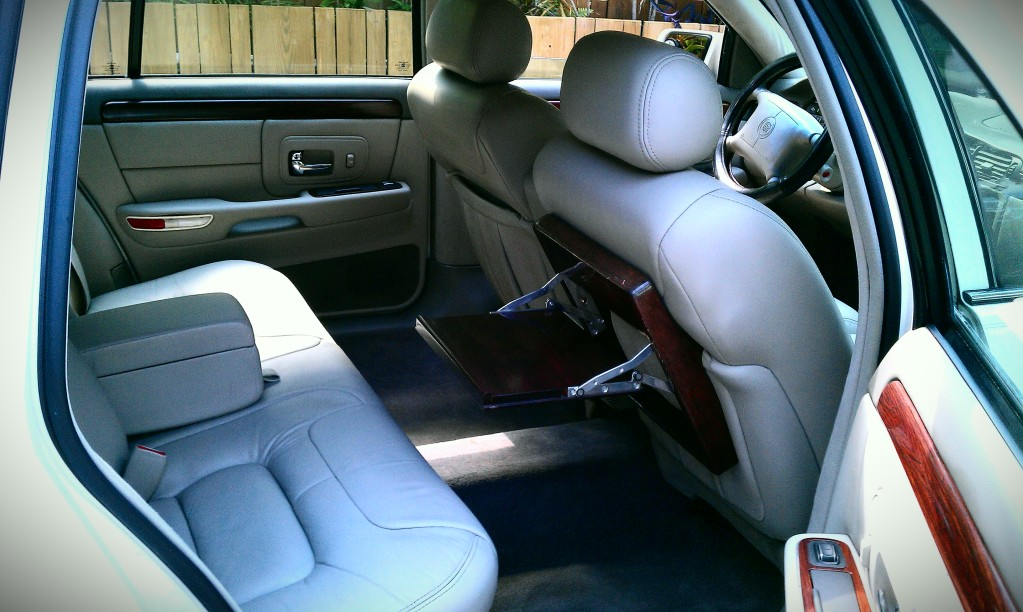
Gli interni di una Fleetwood Limited del 1999

Dal 1998 al 1999 venne prodotta dalla Superior Coach Company un'edizione limitata del modello, la Cadillac Fleetwood Limited. La Superior produsse regolarmente le Cadillac De Ville del 1998-99, e ne allungò il corpo vettura di circa un piede (30,48 cm). Di Cadillac Fleetwood Limited, furono prodotti 314 esemplari nel 1998 e 467 nel 1999, per un totale di 781 vetture.